# Angelo Pitrone
Angelo Pitrone (Agrigento, 1955) è un fotografo italiano.
Insegna Storia e tecnica della fotografia all'Università di Palermo.
Si è dedicato alla fotografia di paesaggi e luoghi siciliani, usata spesso come commento figurativo a celebri opere letterarie di Pirandello, Sciascia, Tomasi di Lampedusa. Di Pirandello ha ripreso in suggestivi scorci fotografici i luoghi del Caos e ha rappresentato le luci e i colori della Sicilia di Sciascia. Mantiene rapporti amichevoli e di lavoro con artisti ed intellettuali come il regista Giuseppe Tornatore e gli scrittori Matteo Collura e Andrea Camilleri che hanno arricchito i suoi libri fotografici con i loro commenti letterari.
Ha realizzato anche lavori fotografici di reportage come quello su il problema della siccità nell'area mediterranea ed altri che documentano il dramma della emigrazione clandestina che da siciliano egli ha sotto gli occhi ogni giorno e di cui sente polemicamente la tragicità.
Si è interessato e ha partecipato come esperto fotografo alla documentazione di campagne di scavo archeologiche internazionali in Libia e ha curato molti cataloghi di mostre archeologiche e architettoniche.
Numerose le mostre fotografiche personali all'estero (Francia, Stati Uniti, ecc.) e in Italia tra cui quella che ha riscosso particolare successo di pubblico al Festival della Letteratura di Mantova del 2005.

## Opere
- Angelo Pitrone. Convivio, L'Epos, 2007.
- Angelo Pitrone. Migranti, L'Epos, 2006.
- Angelo Pitrone. Ambrosecchio Vanessa, Viaggio d'acqua. Navi e approdi in Sicilia, Edizioni di Passaggio (collana Atlante), 2006. ISBN 978-88-901726-6-3
- Minnella Melo, Angelo Pitrone, Farina Salvatore. La città degli angeli. Immagini del cimitero di Caltanissetta, Salvatore Sciascia editore, 2006.
- Angelo Pitrone. Linea di terra. Viaggio in Sicilia per treni e stazioni, Edizioni di Passaggio, 2005.
- Angelo Pitrone. I luoghi del romanzo. Pirandello, Tomasi di Lampedusa, Sciascia, Salvatore Sciascia editore, 2004.
- Angelo Pitrone. Il colore dell'acqua, Salvatore Sciascia editore, 2004.
- Angelo Pitrone. Solarium, L'Epos, 2001.
- Angelo Pitrone. Pirandello e i luoghi del caos, Salvatore Sciascia editore, 1998.
- Angelo Pitrone. Vista sul mare. La costa agrigentina, Salvatore Sciascia editore, 1995.
- Von Riedesel Johann H., Angelo Pitrone. Classicità in Sicilia. annotazioni sul viaggio in Sicilia, Novecento editore, 1990. ISBN 88-373-0120-0